# Кулидж (Аризона)
Кулидж (англ. Coolidge) — город в округе Пинал в штате Аризона США. По данным переписи населения США 2020 года, численность населения составляла 13 218 человек.

## Население
| 2010   | 2020    |
| ------ | ------- |
| 11 825 | ↗13 218 |